# Roberto Salvadori

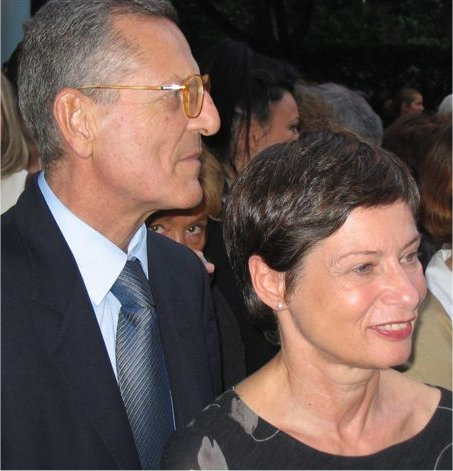
Roberto Salvadori i Barbara Toruńczyk, Warszawa, 7 września 2004 r.

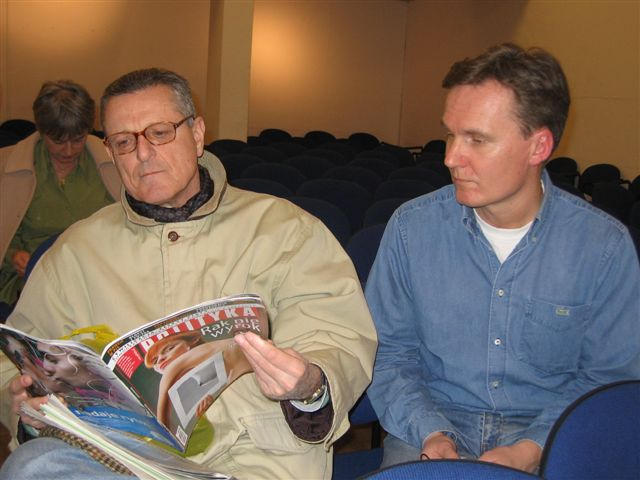
Roberto Salvadori i Marek Zagańczyk, Warszawa, 28 marca 2007 r.

Roberto Salvadori (ur. 15 marca 1943 we Florencji) – włoski eseista, publicysta, tłumacz literatury francuskiej i wydawca.
Autor książek filozoficznych oraz szkiców o korzeniach sztuki nowoczesnej i portretów miast, ogłaszanych w prasie włoskiej i polskiej.
Członek redakcji kwartalnika „Zeszyty Literackie”, w latach 1998–2007 wykładowca w Katedrze Italianistyki Uniwersytetu Warszawskiego.
Mąż publicystki i eseistki Barbary Toruńczyk.

## Twórczość
- Hegel in Francia. Filosofia e politica nella cultura francese del Novecento (De Donato, Bari 1974)
- Interpretazioni hegeliane (antologia; La nuova Italia, Firenze 1980)
- Poszukiwanie nowoczesności (Słowo/Obraz Terytoria 2001, ISBN 83-88560-25-5)
- Włoskie dzieciństwo (przekł. Halina Kralowa; Fundacja Zeszytów Literackich 2001, ISBN 83-911068-5-3)
- Mitologia nowoczesności (Fundacja Zeszytów Literackich 2004, ISBN 83-917979-7-X)
- Pejzaże miasta (Fundacja Zeszytów Literackich 2006, ISBN 83-60046-55-7)
- Sylwetki i portrety (Fundacja Zeszytów Literackich 2010, ISBN 978-83-60046-14-2)
- Moda i nowoczesność (Fundacja Zeszytów Literackich 2015, ISBN 978-83-64648-24-3)
- Piękno i bogactwo. Amerykańscy kolekcjonerzy sztuki w XX wieku (Fundacja Zeszytów Literackich 2017, ISBN 978-83-64648-54-0)